# Uwe Lahl
Uwe Lahl (* 20. März 1951 in Bremen) ist ein deutscher Umweltchemiker und politischer Beamter im Ruhestand. Er war von 2021 bis 2022 als Ministerialdirektor der Amtschef im Ministerium für Soziales, Gesundheit und Integration Baden-Württemberg und zuvor von 2014 bis 2021 Amtschef im Ministerium für Verkehr Baden-Württemberg. Von 1992 bis 1994 war er bereits Staatsrat beim Bremer Senator für Umweltschutz und Stadtentwicklung.

## Leben

### Ausbildung
Uwe Lahl war zunächst von 1968 bis 1973 mit einer Lehre und anschließender Berufsausübung als Chemielaborant beschäftigt. Nach dieser Tätigkeit studierte er von 1974 bis 1978 Germanistik, Erziehungs- und Gesellschaftswissenschaften sowie Chemie auf Lehramt (Sekundarstufe II) an der Universität Bremen. Lahl legte 1978 das Erste Staatsexamen ab und wurde 1982 im Fachbereich Chemie der Universität Bremen zum Dr. rer. nat. promoviert. Es folgte im Jahr 2003 eine Habilitation und venia legendi für Abfallwirtschaft und Immissionsschutz.

### Beruflicher Werdegang
Lahl war bereits während seiner Promotion von 1978 bis 1982 als wissenschaftlicher Angestellter bzw. Privatdozent in Forschung und Lehre im Fachbereich Chemie der Universität Bremen tätig. Zudem beschäftigte er sich von 1980 bis 1983 mit dem Aufbau des Bremer Umweltinstituts für Analyse und Bewertung von Schadstoffen und war von 1982 bis 1983 Leiter eines F&E-Vorhabens des Umweltbundesamtes an der Universität Bremen.
Anschließend war Lahl von 1983 bis 1985 als wissenschaftlicher Mitarbeiter im Deutschen Bundestag in Bonn tätig. Danach betätigte er sich von 1986 bis 1991 als Beigeordneter (Dezernent) für Umwelt der Stadt Bielefeld. Dort beschäftigte er sich insbesondere mit dem Naturschutz, der Umwelthygiene, der Wasser- und Abfallwirtschaft und bis 1989 auch mit der Gesundheit sowie Lebensmittelüberwachung. In der Funktion als Beigeordneter übte er auch die Position des Geschäftsführers der MVA Bielefeld Herford GmbH sowie des Zweckverbandes Verbunddeponie Herford GmbH aus. Er stand danach von 1992 bis 1994 als Staatsrat beim Senator für Umweltschutz und Stadtentwicklung, Ralf Fücks (Bündnis 90/Die Grünen), im Dienste der Freien Hansestadt Bremen. Nach seinem Wirken im Staatsdienst war er von 1995 bis 2001 bei der BZL Kommunikation und Projektsteuerung GmbH, welche Leistungen wie die wissenschaftliche Beratung und Unterstützung von Politik und Verwaltung, Verbänden und Unternehmen sowie zivilgesellschaftlichen Organisationen anbietet, tätig und war dort von 2009 bis März 2014 der Geschäftsführer. Zudem war er von 1996 bis 1997 Geschäftsführer der ITU-Ingenieurgemeinschaft Technischer Umweltschutz GmbH in Berlin.
Von 2001 bis 2009 folgte eine Tätigkeit als Ministerialdirektor und Leiter der Abteilung für Immissionsschutz und Gesundheit, Anlagensicherheit und Verkehr, Chemikaliensicherheit im Bundesministerium für Umwelt, Naturschutz und Reaktorsicherheit. Er wurde 2008 außerplanmäßiger Professor für die Studiengänge Umweltingenieurwissenschaften und Bauingenieurwesen an der Technischen Universität Darmstadt und 2011 außerordentlicher Professor der Universität Indonesia in Jakarta.
Uwe Lahl war von 2014 bis zum 23. März 2021 als Ministerialdirektor der Amtschef und ständiger Vertreter von Minister Winfried Hermann (Bündnis 90/Die Grünen) im Ministerium für Verkehr Baden-Württemberg. Am 24. März 2021 wurde er unter Minister Manfred Lucha (Bündnis 90/Die Grünen) als Nachfolger von Wolf-Dietrich Hammann als Ministerialdirektor der Amtschef im Ministerium für Soziales, Gesundheit und Integration Baden-Württemberg. Im folgte als Amtschef im Ministerium am 1. Februar 2022 Leonie Dirks. Lahl übernahm stattdessen am 1. Februar 2022 die Funktion des Amtschefs Pandemiebewältigung, welche zeitweise zusätzlich im Ministerium zur Bewältigung der COVID-19-Pandemie geschaffen wurde. Ende Juni 2022 trat er in den Ruhestand ein.
Danach kehrte er im Juli 2022 zur BZL Kommunikation und Projektsteuerung GmbH zurück und wurde als Senior Expert insbesondere für Projekte im Bereich Innovative Kraftstoffe und das chemische Recycling von post-consumer-Kunststoffabfällen zuständig.